# Юсуф II Тамгач-хан
Юсуф ІІ Тамгач-хан (Юсуф Хан ? — 1205) — 10-й хан Восточно-Карахандинского ханства, внук Ибрагим II хана и сын Мухаммед хана. 1180 года его отец Мухаммед умер, и Юсуф хан занял трон. В 1205 году Юсуф хан умер в Кашгаре, и на престол взошел его сын Мухаммед хан.